# Perequazione automatica delle pensioni
La perequazione automatica delle pensioni è un meccanismo di rivalutazione delle pensioni erogate degli enti di previdenza italiani, introdotto dalla legge n. 153/1969 (Riforma Brodolini).
Tale meccanismo non va confuso con il tasso annuo di capitalizzazione per la rivalutazione del montante contributivo individuale nozionale.

## Applicazione
Il D. Lgs. 30 dicembre 1992, n. 503 - Norme per il riordinamento del sistema previdenziale dei lavoratori privati e pubblici, a norma dell'articolo 3 della legge 23 ottobre 1992, n. 421, all'art. 11 recita:
Perequazione automatica delle pensioni
1. Gli aumenti a titolo di perequazione automatica delle pensioni
previdenziali ed assistenziali si applicano, con decorrenza dal 1994,
sulla base del solo adeguamento al costo vita con cadenza annuale ed
effetto dal primo novembre di ogni anno, Tali aumenti sono calcolati
applicando all'importo della pensione spettante alla fine di ciascun
periodo la percentuale di variazione che si determina rapportando il
valore medio dell'indice ISTAT dei prezzi al consumo per famiglie di
operai ed impiegati, relativo all'anno precedente il mese di
decorrenza dell'aumento, all'analogo valore medio relativo all'anno
precedente. Si applicano i criteri e le modalità di cui ai commi 4
e 5 dell'articolo 24 della legge 28 febbraio 1986, n. 41. ((7))
2. Ulteriori aumenti possono essere stabiliti con legge finanziaria
in relazione all'andamento dell'economia e tenuto conto degli
obiettivi rispetto al PIL indicati nell'articolo 3, comma 1, della
legge 23 ottobre 1992, n. 421, sentite le organizzazioni sindacali
maggiormente rappresentative sul piano nazionale (con effetto dal 1º
gennaio 2009 i predetti aumenti saranno stabiliti nel limite di un
punto percentuale della base imponibile a valere sulle fasce di
pensione fino a lire dieci milioni annui). 
La Legge n.449 del 27-12-1997 (Riforma Prodi) e la Riforma Fornero hanno bloccato la perequazione automatica delle pensioni per alcune categorie e per alcuni periodi.

## Il tema della costituzionalità del blocco della perequazione
Uno dei temi ricorrenti nel dibattito politico inerente al sistema pensionistico obbligatorio, riguarda la possibilità o meno da parte dello Stato di bloccare la perequazione delle pensioni nel caso di squilibrio del bilancio dello Stato italiano.
La necessità sorge dall'osservazione che le pensioni si pagano con le imposte e che non vi è alcuna capitalizzazione dei contributi obbligatori versati.
La riforma delle pensioni Fornero, per risolvere i gravi problemi finanziari dello Stato italiano durante il 2011 ha operato su molteplici fronti per il contenimento della spesa pensionistica, tra l'altro in rapporto al PIL tra la più alta dei paesi OCSE.
Uno dei provvedimenti ad effetto immediato è stato il blocco selettivo della perequazione.
Nel luglio 2014 la Corte dei Conti della Liguria, in sede giurisdizionale, ha deciso di sollevare la questione di legittimità dinanzi alla Corte Costituzionale, per il blocco delle perequazioni operato dalla riforma Fornero.

### Le pensioni come servizio pubblico
Se le pensioni sono considerate un servizio pubblico, come previsto dalla Costituzione, è ovvio che i servizi pubblici vengono erogati dallo Stato in base alle possibilità economiche e secondo le scelte politiche del momento.
È abbastanza curioso che mentre tutti i servizi pubblici vengono tagliati o aumentati di costo, anche con l'aumento della pressione fiscale legale e apparente, i pensionati siano gli unici a cui la Costituzione riconosce la tutela assoluta del potere d'acquisto.
Il sistema pensionistico senza copertura patrimoniale, per ovvie ragioni economiche è legato alla sua sostenibilità fiscale e l'aumento della spesa pensionistica in rapporto al PIL non può essere senza conseguenze per lo Stato italiano.
Se lo Stato decide politicamente di spalmare dei sacrifici anche sui pensionati, è paradossale che la Corte Costituzionale possa invocare la salvaguardia del potere d'acquisto solo per alcune categorie di cittadini quando ad esempio, i contributi obbligatori per le assicurazioni obbligatorie, possono anche essere svalutati con l'applicazione del metodo di calcolo contributivo a capitalizzazione simulata, nel caso di PIL negativo.

### Leggi
- Costituzione della Repubblica Italiana
- Decreto legislativo 30 dicembre 1992, n. 503, in materia di "Norme per il riordinamento del sistema previdenziale dei lavoratori privati e pubblici, a norma dell'articolo 3 della legge 23 ottobre 1992, n. 421."
- Decreto legislativo 30 giugno 1994, n. 509, in materia di "Attuazione della delega conferita dall'art. 1, comma 32, della legge 24 dicembre 1993, n. 537, in materia di trasformazione in persone giuridiche private di enti gestori di forme obbligatorie di previdenza e assistenza."
- Decreto legislativo 10 febbraio 1996, n. 103, in materia di "Attuazione della delega conferita dall'art. 2, comma 25, della legge 8 agosto 1995, n. 335, in materia di tutela previdenziale obbligatoria dei soggetti che svolgono attività autonoma di libera professione."
- Decreto-legge 2 dicembre 2011, n. 201, articolo 24, in materia di "Disposizioni urgenti per la crescita, l'equità e il consolidamento dei conti pubblici."

### News
- Blocco della perequazione delle pensioni: è incostituzionale anche per la Corte dei Conti dell’Emilia-Romagna, in BlizQuotidiano. URL consultato il 3 ottobre 2014.
- Blocco indicizzazione delle pensioni: la Corte dei Conti solleva questione di costituzionalità, in Lavoro e Fisco. URL consultato il 24 settembre 2014 (archiviato dall'url originale il 20 marzo 2015).
- Le pensioni dei giovani dipenderanno dalla crescita del Pil, in mysolutionpost.it. URL consultato il 2 settembre 2014 (archiviato dall'url originale l'11 dicembre 2014).
- Pensioni, per Corte Conti la legge Fornero è incostituzionale: quali saranno le conseguenze di una pronuncia della Consulta?, in International Business Times. URL consultato il 30 luglio 2014 (archiviato dall'url originale il 12 agosto 2014).